# Air New Zealand Flight 901
Air New Zealand Flight 901 eller Mount Erebus-olyckan (engelska: Mount Erebus disaster) var en flygolycka med ett Air New Zealand-flygplan den 28 november 1979. Flygplanet startade från Auckland Airport i Nya Zeeland för en sightseeingtur över Antarktis, och var tänkt att sedan återvända till Christchurch International Airport i Nya Zeeland, och sådana flygturer hade genomförts sedan 1977. Flygplanet störtade vid Mount Erebus på Rossön och alla 257 personer inuti flygplanet, både besättningsmän och passagerare, omkom.
Olyckan inträffade en dag före 50-årsdagen av att Richard Byrds genomfört den första flygturen över Sydpolen med flygplanet Plåtgåsen.
| Nationalitet   | Ombord |
| -------------- | ------ |
| Nya Zeeland    | 200    |
| Japan          | 24     |
| Indonesien     | 15     |
| USA            | 14     |
| Australien     | 7      |
| Storbritannien | 6      |
| Irland         | 6      |
| Taiwan         | 3      |
| Nederländerna  | 3      |
| Canada         | 2      |
| Österrike      | 2      |
| Kuba           | 1      |
| Frankrike      | 1      |
| Tyskland       | 1      |
| Italien        | 1      |
| Fiji           | 1      |
| Mexico         | 1      |
| Argentina      | 1      |
| Spanien        | 1      |
| Malaysia       | 1      |
| Filippinerna   | 1      |
| Schweiz        | 1      |
| Totalt         | 257    |

### Fotnoter
1. ↑  ”Accident description” (på engelska). Aviation Safety. 28 november 1979. http://aviation-safety.net/database/record.php?id=19791128-0. Läst 3 november 2015.
2. ↑  ”November 79”. Horisont 1979. Horisont. Malmö. sid. 280. Läst 3 november 2015.  ”Olyckan inträffade dagen före 50-årsminnet av den första flygningen över Sydpolen. Den 29 november 1929 flög Richard Byrd över polen i sitt lilla plan Plåtgåsen.”